# Dindicodes crocina
Dindicodes crocina là một loài bướm đêm trong họ Geometridae.